# Waka Waka (This Time for Africa)

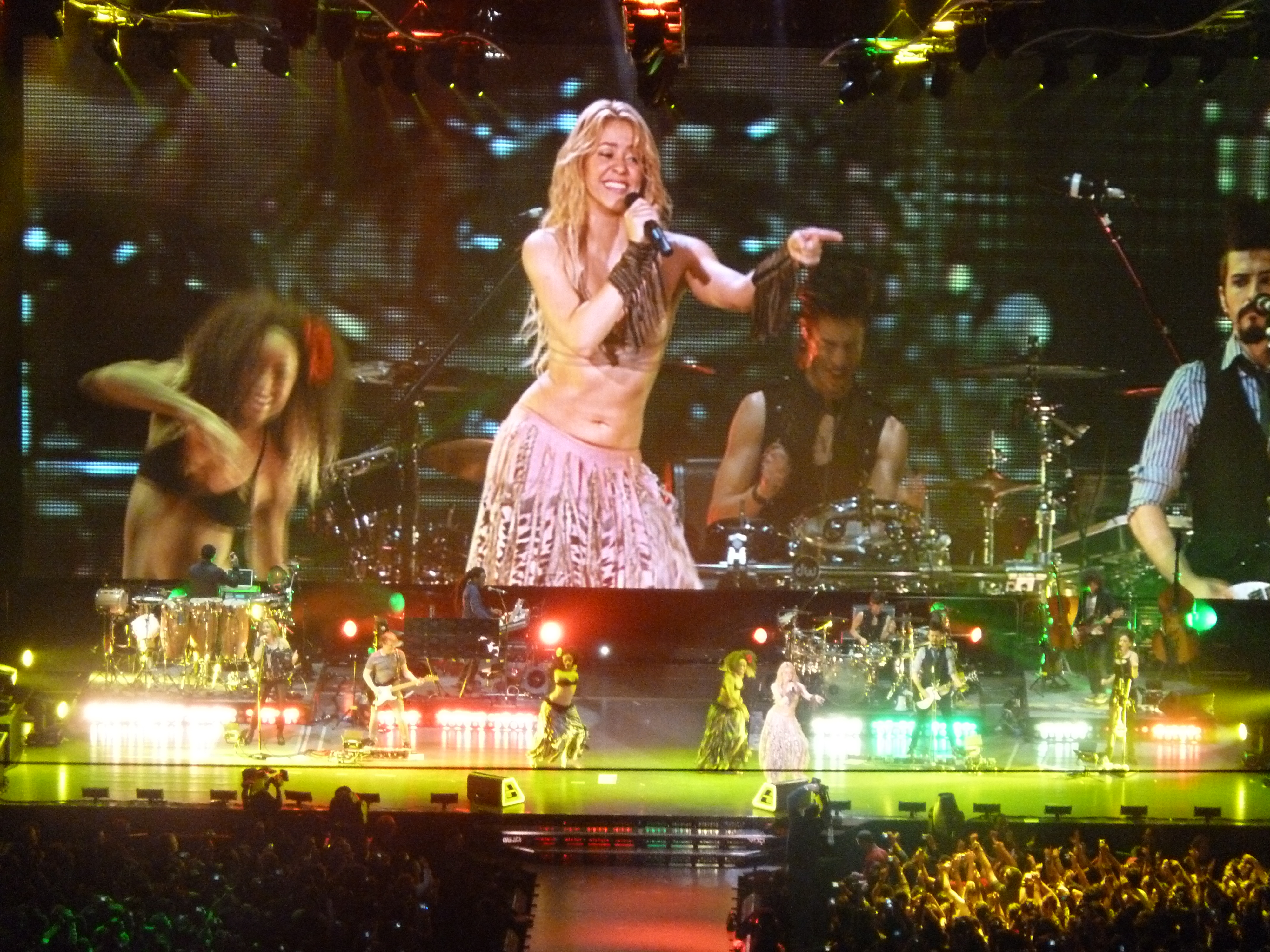
Shakira sjunger "Waka Waka (This Time for Africa)" i Palacio de Deportes

Waka Waka (This Time for Africa) på engelska eller Waka Waka (Esto es África) på spanska   är en remix av den kamerunska hitlåten Tsamina eller Zangaléwa av Golden Sounds från 1986. Remixen släpptes 2010 med den colombianska sångerskan Shakira och var den officiella VM-låten för Världsmästerskapet i fotboll 2010. Den finns på Listen Up! The Official 2010 FIFA World Cup Album.
"Waka Waka" fick blandad kritik. Låten gick in på listorna i många länder: etta i Sverige, Italien och Spanien, tvåa i Schweiz och bland de tio främsta i flera europeiska länder.
Trots sin starka koppling till fotbolls-VM som slutade i juli 2010 höll låtens popularitet i sig i Sverige under resten av året också. Så sent som i oktober 2010 återfanns "Waka Waka" på förstaplatsen på Digilistan och på Sverigetopplistan.

## Släpphistorik
| Region                        | Datum        | Format                | Skivmärke                |
| ----------------------------- | ------------ | --------------------- | ------------------------ |
| Frankrike                     | 7 maj 2010   | Digital nerladdning   | Sony Music Entertainment |
| Österrike                     | 11 maj 2010  | Digital nerladdning   | Sony Music Entertainment |
| Italien                       | 11 maj 2010  | Digital nerladdning   | Sony Music Entertainment |
| Nederländerna                 | 11 maj 2010  | Digital nerladdning   | Sony Music Entertainment |
| Norge                         | 11 maj 2010  | Digital nerladdning   | Sony Music Entertainment |
| Portugal                      | 11 maj 2010  | Digital nerladdning   | Sony Music Entertainment |
| Sverige                       | 11 maj 2010  | Digital nerladdning   | Sony Music Entertainment |
| Schweiz                       | 11 maj 2010  | Digital nerladdning   | Sony Music Entertainment |
| Spanien                       | 11 maj 2010  | Digital nerladdning   | Sony Music Entertainment |
| Finland                       | 11 maj 2010  | Digital nerladdning   | Sony Music Entertainment |
| Danmark                       | 11 maj 2010  | Digital nerladdning   | Sony Music Entertainment |
| Belgien                       | 11 maj 2010  | Digital nerladdning   | Sony Music Entertainment |
| USA                           | 11 maj 2010  | Digital nerladdning   | Sony Music Entertainment |
| Storbritannien [källa behövs] | 31 maj 2010  | Digital nerladdning   | Sony Music Entertainment |
| Storbritannien [källa behövs] | 17 juni 2010 | Radio (popmixversion) | Sony Music Entertainment |

## Listplaceringar
| Lista (2010-2011) | Topplacering |
| ----------------- | ------------ |
| Australien        | 32           |
| Belgien           | 1            |
| Belgien           | 1            |
| Danmark           | 1            |
| Finland           | 2            |
| Frankrike         | 1            |
| Italien           | 1            |
| Nederländerna     | 2            |
| Norge             | 2            |
| Nya Zeeland       | 1            |
| Schweiz           | 1            |
| Spanien           | 1            |
| Sverige           | 1            |
| USA               | 38           |
| Österrike         | 1            |

### Fotnoter
1. ↑  Anderson, Sara D (27 april 2010). ”Shakira Records Official Song for 2010 FIFA World Cup”. Aolradioblog. Arkiverad från originalet den 30 juni 2018. https://web.archive.org/web/20180630081136/http://www.aolradioblog.com/2010/04/27/shakira-records-official-song-2010-fifa-world-cup/. Läst 30 april 2010.
2. ↑  ”Waka Waka (This Time For Africa) (The Official 2010 Fifa World Cup (Tm) Song)” (på French). Amazon. http://www.amazon.fr/Waka-This-Africa-Official-World/dp/B003KRJD44/ref=sr_shvl_album_1?ie=UTF8&qid=1276092082&sr=301-1. Läst 9 juni 2010.
3. ↑  ”Waka Waka (This Time for Africa) [The Official 2010 FIFA World Cup Song {feat. Freshlyground} - Single”]. Itunes. http://itunes.apple.com/at/album/waka-waka-this-time-for-africa/id370711663?i=370711671. Läst 9 juni 2010.
4. ↑  ”Waka Waka (This Time for Africa) [The Official 2010 FIFA World Cup Song {feat. Freshlyground} - Single”]. Itunes. http://itunes.apple.com/it/album/waka-waka-this-time-for-africa/id370711663?i=370711671. Läst 9 juni 2010.
5. ↑  ”Waka Waka (This Time for Africa) [The Official 2010 FIFA World Cup Song {feat. Freshlyground} - Single”]. Itunes. http://itunes.apple.com/nl/album/waka-waka-this-time-for-africa/id370711663?i=370711671. Läst 9 juni 2010.
6. ↑  ”Waka Waka (This Time for Africa) [The Official 2010 FIFA World Cup Song {feat. Freshlyground} - Single”]. Itunes. http://itunes.apple.com/no/album/waka-waka-this-time-for-africa/id370711663?i=370711671. Läst 9 juni 2010.
7. ↑  ”Waka Waka (This Time for Africa) [The Official 2010 FIFA World Cup Song {feat. Freshlyground} - Single”]. Itunes. http://itunes.apple.com/pt/album/waka-waka-this-time-for-africa/id370711663?i=370711671. Läst 9 juni 2010.
8. ↑  ”Waka Waka (This Time for Africa) [The Official 2010 FIFA World Cup Song {feat. Freshlyground} - Single”]. Itunes. http://itunes.apple.com/se/album/waka-waka-this-time-for-africa/id370711663?i=370711671. Läst 9 juni 2010.
9. ↑  ”Waka Waka (This Time for Africa) [The Official 2010 FIFA World Cup Song {feat. Freshlyground} - Single”]. Itunes. http://itunes.apple.com/ch/album/waka-waka-this-time-for-africa/id370711663?i=370711671. Läst 9 juni 2010.
10. ↑  ”Waka Waka (This Time for Africa) [The Official 2010 FIFA World Cup Song {feat. Freshlyground} - Single”]. Itunes. http://itunes.apple.com/es/album/waka-waka-this-time-for-africa/id370711663?i=370711671. Läst 9 juni 2010.
11. ↑  ”Waka Waka (This Time for Africa) [The Official 2010 FIFA World Cup Song {feat. Freshlyground} - Single”]. Itunes. http://itunes.apple.com/fi/album/waka-waka-this-time-for-africa/id370711663?i=370711671. Läst 9 juni 2010.
12. ↑  ”Waka Waka (This Time for Africa) [The Official 2010 FIFA World Cup Song {feat. Freshlyground} - Single”]. Itunes. http://itunes.apple.com/dk/album/waka-waka-this-time-for-africa/id370711663?i=370711671. Läst 9 juni 2010.
13. ↑  ”Waka Waka (This Time for Africa) [The Official 2010 FIFA World Cup Song {feat. Freshlyground} - Single”]. Itunes. http://itunes.apple.com/be/album/waka-waka-this-time-for-africa/id370711663?i=370711671. Läst 9 juni 2010.
14. ↑  ”Waka Waka (This Time for Africa) [The Official 2010 FIFA World Cup Song {feat. Freshlyground} - Single”]. Itunes. http://itunes.apple.com/album/waka-waka-this-time-for-africa/id370711663?i=370711671&ign-mpt=uo%3D2. Läst 9 juni 2010.
15. ↑  ”Listplacering”. http://australian-charts.com/showitem.asp?interpret=Shakira+feat%2E+Freshlyground&titel=Waka+Waka+%28This+Time+For+Africa%29&cat=s. Läst 26 maj 2011.
16. ↑  ”Listplacering”. http://www.ultratop.be/nl/showitem.asp?interpret=Shakira+feat%2E+Freshlyground&titel=Waka+Waka+%28This+Time+For+Africa%29&cat=s. Läst 26 maj 2011.
17. ↑  ”Listplacering”. http://www.ultratop.be/fr/showitem.asp?interpret=Shakira+feat%2E+Freshlyground&titel=Waka+Waka+%28This+Time+For+Africa%29&cat=s. Läst 26 maj 2011.
18. ↑  ”Listplacering”. Arkiverad från originalet den 28 februari 2011. https://web.archive.org/web/20110228013759/http://www.danishcharts.com/showitem.asp?interpret=Shakira+feat%2E+Freshlyground&titel=Waka+Waka+%28This+Time+For+Africa%29&cat=s. Läst 26 maj 2011.
19. ↑  ”Listplacering”. http://finnishcharts.com/showitem.asp?interpret=Shakira+feat%2E+Freshlyground&titel=Waka+Waka+%28This+Time+For+Africa%29&cat=s. Läst 26 maj 2011.
20. ↑  ”Listplacering”. Arkiverad från originalet den 10 november 2012. https://web.archive.org/web/20121110102723/http://lescharts.com/showitem.asp?interpret=Shakira%20feat.%20Freshlyground&titel=Waka%20Waka%20%28This%20Time%20For%20Africa%29&cat=s. Läst 26 maj 2011.
21. ↑  ”Listplacering”. http://italiancharts.com/showitem.asp?interpret=Shakira+feat%2E+Freshlyground&titel=Waka+Waka+%28This+Time+For+Africa%29&cat=s. Läst 26 maj 2011.
22. ↑  ”Listplacering”. http://dutchcharts.nl/showitem.asp?interpret=Shakira+feat%2E+Freshlyground&titel=Waka+Waka+%28This+Time+For+Africa%29&cat=s. Läst 26 maj 2011.
23. ↑  ”Listplacering”. http://norwegiancharts.com/showitem.asp?interpret=Shakira+feat%2E+Freshlyground&titel=Waka+Waka+%28This+Time+For+Africa%29&cat=s. Läst 26 maj 2011.
24. ↑  ”Listplacering”. Arkiverad från originalet den 1 september 2011. https://web.archive.org/web/20110901071442/http://charts.org.nz/showitem.asp?interpret=Shakira+feat%2E+Freshlyground&titel=Waka+Waka+%28This+Time+For+Africa%29&cat=s. Läst 26 maj 2011.
25. 1 2  ”Listplacering”. http://hitparade.ch/showitem.asp?interpret=Shakira+feat%2E+Freshlyground&titel=Waka+Waka+%28This+Time+For+Africa%29&cat=s. Läst 26 maj 2011.
26. ↑  ”Listplacering”. http://spanishcharts.com/showitem.asp?interpret=Shakira+feat%2E+Freshlyground&titel=Waka+Waka+%28This+Time+For+Africa%29&cat=s. Läst 26 maj 2011.
27. ↑  ”Listplacering”. http://swedishcharts.com/showitem.asp?interpret=Shakira+feat%2E+Freshlyground&titel=Waka+Waka+%28This+Time+For+Africa%29&cat=s. Läst 26 maj 2011.
28. ↑  ”Listplacering”. http://www.billboard.com/#/song/shakira-featuring-freshlyground/waka-waka-this-time-for-africa/19941129. Läst 26 maj 2011.